# 小針侑也
小針 侑也（こばり ゆうや、1996年3月22日 - ）は、日本の実業家、ピアニスト、プロデューサー。株式会社イープラスにて勤務。株式会社リノック代表取締役。株式会社タクティカート共同創業者。小針ピアノアカデミー主宰。

## 略歴
静岡県三島市生まれ。日本大学三島高等学校を卒業し、2014年に日本大学芸術学部音楽学科に入学。芸術学部ジェームス&道子・ダン奨学生として在学する。卒業時には芸術学部長賞を受賞し、首席で卒業した。
桐朋学園大学音楽学部カレッジ・ディプロマコースに在籍中の2019年1月に、株式会社タクティカートを共同創業者として設立。
2020年4月より株式会社イープラスに入社。角野隼斗などのマネージャーを務める。ピアニストとして演奏活動や指導活動、2021年8月には株式会社リノックを設立、代表取締役に就任。

## 活動

### ピアニストとして
ピアノ教師の母の指導を受け、3歳からピアノを始める。2019年のデビューリサイタルをきっかけに本格的にピアニストとしての活動を始める。これまでに、ピアノを芹澤佳司、楊麗貞、赤松林太郎に師事。リスト音楽院、ウィーン国立音楽大学などのマスタークラスを受講し、S.ファルヴァイ、K.ドラフィー、A.ロスラーに師事。室内楽を高木雄司、チェンバロ・通奏低音を吉田恵、作曲を菱沼尚子に師事。。
これまでに、Roland Bader、和田一樹、新垣隆の各氏の指揮のもと、ポーランド国立クラクフ管弦楽団、三島フィルハーモニー管弦楽団、桐朋学園大学有志によるオーケストラ、日本大学芸術学部管弦楽団等と共演。近年はアンサンブル・室内楽奏者としても活動している。
読売新聞社主催第88回新人演奏会、日本ピアノ調律師協会主催第19回新人演奏会、ラ・フォル・ジュルネ2019など、様々なコンサートに出演。ウィーンでコンサートを行うなど国内外でも演奏を行う。
小針ピアノアカデミーを設立し、主宰としてピアノ教室の運営や講師として後進の指導を行う。全日本ピアノ指導者協会正会員。日本クラシック音楽コンクール、ジュニアオンラインピアノコンクールなどのコンクールにて審査員を務めている。

### プロデューサーとして
大学在学中に、株式会社タクティカートを共同創業者として設立。様々なアーティストやコンサートをプロデュースし、ライブ配信などの企画も手掛ける。2019年より、YouTuber「Cateen かてぃん」としても活動しているピアニストの角野隼斗のマネジメントを担当。2019年12月には初の全国ツアーを企画・プロデュースし、札幌・福岡・大阪・東京・東京追加・名古屋の全6公演のチケットが完売した。
2020年よりヴァイオリニストの高松亜衣、ピアニストの亀井聖矢なども担当し、マネジメントを行なっている。次世代を担う若手実力派の音楽家たちが60名以上在籍するオーケストラ「タクティカートオーケストラ」を立ち上げ、コンチェルト公演を中心に様々なコンサートをプロデュースしている。
2020年4月、株式会社イープラスのエージェント事業の立ち上げに参画。アーティストのマネジメント、コンサートやイベントなどのプロデュースを行う。

### 実業家として
大学在学中より、人材系サービスの立ち上げなどを経験。その後、株式会社ベルテクス・パートナーズなどの経営コンサルティングファームにて、コンサルタントとして従事。新規事業の企画やプロジェクトマネジメントを中心としたコンサルティング業務を行う。2021年8月に株式会社リノックを設立し、代表取締役に就任。

## 受賞歴
- 2007年8月 - 第28回静岡県学生音楽コンクール 小学生高学年の部 第1位、及び静岡新聞社・静岡放送賞受賞
- 2008年8月 - 第29回静岡県学生音楽コンクール 中学生の部 第2位
- 2017年6月 - 第14回アジア国際音楽コンクール 第2位
- 2017年8月 - 第20回長江杯国際音楽コンクール 第1位
- 2018年3月 - 日本大学芸術学部「芸術学部長賞」受賞